# 林巴赫-上弗罗纳
林巴赫-上弗罗纳（德語：Limbach-Oberfrohna，發音：[ˈlɪmˌbax oːbɐˈfʁoːna] ⓘ）是德国萨克森州茨维考县的城市，面积50.21平方千米，2023年12月31日人口为23,923人。该市于1950年7月1日由林巴赫和上弗罗纳合并而成。